# Cocaïna
La cocaïna (de nom químic 2β-carbometioxi-3β-benzoxitropà, ecgoní metil ester benzoat) és un alcaloide que s'extreu de la planta anomenada Erythroxylum coca, un arbust originari del Perú i Bolívia. És un fort estimulant utilitzat sobretot com a droga recreativa. Les formes més comunes de consum són inhalació, insuflació o injecció en vena en forma de clorhidrat de cocaïna, pasta bàsica de cocaïna i crack.
Els efectes mentals que provoquen inclouen la pèrdua de contacte amb la realitat, agressivitat, l'agudització de l'estat d'alerta i mania persecutòria, una intensa sensació de felicitat i agitació psicomotriu. Els símptomes a nivell físic són una ràpida freqüència cardíaca, sudoració i dilatació de les pupil·les i altes dosis poden provocar una tensió arterial alta i l'augment de la temperatura corporal. Els efectes comencen tot just uns segons (o minuts) després del seu consum i duren entre cinc i noranta minuts. Encara que la major part del seu consum es realitza de forma il·legal, la cocaïna té un petit nombre d'usos mèdics acceptats com a anestèsic tòpic i antihemorràgic durant cirurgies nasals, entre d'altres.
La cocaïna és molt addictiva, a causa del seu efecte sobre la via mesolímbica del cervell, i hi ha un alt risc de patir dependència, encara que el període de consum hagi estat curt. El seu ús també augmenta el risc d'accident cerebrovascular, infart de miocardi, problemes pulmonars en els fumadors, infeccions sanguínies i aturada cardiorespiratòria sobtada. La cocaïna que es ven al carrer es barreja habitualment amb anestèsics locals, midó de blat de moro, quinina, levamisol o sucre, que poden donar lloc a un augment de la toxicitat. Després de consumir dosis de manera repetida, la persona pot veure disminuïda la seva capacitat de sentir plaer (anhedonia) i estar molt cansada físicament. La cocaïna és un estimulant del sistema nerviós central i un supressor de la gana. Actua mitjançant la inhibició de la recaptació de la serotonina, la norepinefrina i la dopamina; això es tradueix en majors concentracions d'aquests tres neurotransmissors al cervell. Pot creuar fàcilment la barrera hematoencefàlica, encara que també pot danyar-la. La cocaïna es fabrica a partir de les fulles de la planta de la coca que es cultiva principalment a Amèrica del Sud, i el 2013, 419 quilograms de cocaïna van ser produïts de forma legal, mentre que el valor de la cocaïna comercialitzada en el mercat negre s'estima entre 100.000 i 500.000 milions de dòlars nord-americans cada any. El crack s'obté a partir de la cocaïna.
Després de la marihuana, la cocaïna és la droga il·legal més consumida a nivell mundial, ja que es calcula que entre 18 i 22 milions de persones van utilitzar la substància el 2014, amb Amèrica del Nord com el seu principal consumidor, seguit d'Europa i Amèrica del Sud. S'estima que entre l'1 i el 3 % dels habitants del món desenvolupat han provat la cocaïna en algun moment de la seva vida i cada any, és la responsable directa de milers de morts. Les fulles de la planta de la coca porten sent utilitzades pels habitants de l'actual Perú des de l'antiguitat, encara que per aïllar la cocaïna de la fulla caldria esperar fins a 1860. Des de 1961, està inclosa a la Convenció Única sobre Estupefaents, a fi de combatre el seu trànsit i consum.

## Història
Hi ha constància que permet afirmar que la planta ja s'utilitzava des del 3000 aC. L'any 1862 els laboratoris Merck d'Alemanya van purificar els primers grams d'aquest alcaloide. Al segle xix el van convertir en un producte fonamental en innumerables medicines casolanes i begudes considerades tonificants, com ara el Vin Tonique Mariani à la Coca de Perou produït a Bordeus per un químic cors i amb un contingut de 6 mg de cocaïna/unça volumètrica. Durant anys va ser un component més de la popular Coca-Cola fins que a principis del segle xx es va retirar de la fórmula en previsió de les lleis que prohibirien la venda i ús de la cocaïna (Harrison Narcotics Tax Act, 1914).

## Extracció
Els passos que se segueixen durant l'extracció de la cocaïna són:
| PROCESSOS D'EXTRACCIÓ                          | REACTIUS USATS                           |
| Pas de la coca a la pasta                      | Querosè, àcid sulfúric, bicarbonat sòdic |
| Pas de la pasta a la base de la cocaïna        | Àcid sulfúric, permanganat potàssic      |
| Pas de la cocaïna al clorohidrat de la cocaïna | Èter etílic, acetona, àcid clorhídric    |

## Addicció
La cocaïna és una substància que crea molta addicció. Per això, alguns consumidors de cocaïna poden esdevenir incapaços de controlar el consum d'aquesta substància i arriben a prendre quantitats molt superiors a les que havien previst o a invertir enormes quantitats de diners en l'adquisició de la cocaïna.
Com altres drogues, el consum continuat de cocaïna comporta un procés de tolerància que fa que cada cop s'hagin de prendre dosis més elevades per experimentar els mateixos efectes.

## Forma de consum
Normalment es consumeix per inhalació, sense produir dependència física però sí que es poden observar canvis en l'estat anímic: 
- insomni
- depressió
- irritabilitat
- cansament

Per via oral, és poc activa.
Per via intravenosa pot provocar dependència física.
Una altra forma de consum és el crack que es consumeix per inhalació i només necessita 10 segons per arribar al cervell. Els seus efectes màxims són de 30 segons i decreixen molt ràpidament.

## Efectes immediats
La cocaïna és un estimulant del sistema nerviós central. Obstaculitza el procés de reabsorció als circuits neuronals dopaminèrgics -dopamina-, per això les vies nervioses d'aquest circuit neuronal es troben contínuament excitades.
Els efectes fisiològics immediats que comporta el seu consum són:
- dilatació de les pupil·les.
- augment de la pressió sanguínia i del ritme respiratori.
- augment de la temperatura del cos.
- eufòria.
- reducció del cansament.
- accentuació perceptiva.

Pupil·les dilatades, coïssor al nas, gola seca: dificultat per menjar i molta set, pèrdua de gana i de son. Sensació d'eufòria, autoconfiança, energia, car suprimeix la sensació de cansament per després ensorrar al passar els efectes. Loquacitat, parlar sense solta ni volta. Nervis en tensió, ganes de moure's. Pèrdua de domini propi. Se salta a discutir i barallar el menor motiu. Ansietat. Una sola vegada és suficient per tenir fort desig de tornar a drogar-se i repetir els records d'eufòria.
La durada dels efectes dependrà del temps d'absorció. Com més ràpida sigui l'absorció, els efectes duraran menys.

## Efectes a llarg termini
El consum de cocaïna provoca una addicció psíquica important. Efectes de l'ús habitual: 
- fortes paranoies, fins a arribar a un quadre psicòtic greu.
- el sistema nerviós es deteriora.

Físicament, els efectes es manifesten sobre el sistema cardiovascular i el sistema respiratori: 
- taquicàrdia.
- hipertensió.
- respiració irregular.
- parada respiratòria.

## Ús terapèutic
Fins a la seva progressiva substitució per altres substàncies més efectives i amb menys complicacions, s'ha emprat en forma de solució tòpica com anestèsic local per efectuar determinades cirurgies oculars, nasals o bucals.